# Abingdon
Abingdon este un oraș în Oxfordshire, Anglia; situat în regiunea South East England. Este reședința districtului Vale of White Horse.